# Alpi Retiche occidentali
Le Alpi Retiche occidentali (Westliche Rätische Alpen in tedesco) sono una sezione delle Alpi. Appartengono alle Alpi Centro-orientali. Si stendono particolarmente in Svizzera (Canton Grigioni) ed interessano in parte l'Italia (Lombardia e Trentino-Alto Adige) e l'Austria (Vorarlberg e Tirolo), coprendo interamente il Liechtenstein. La vetta più alta è il Pizzo Bernina che raggiunge il 4.049 m s.l.m..

## Classificazione

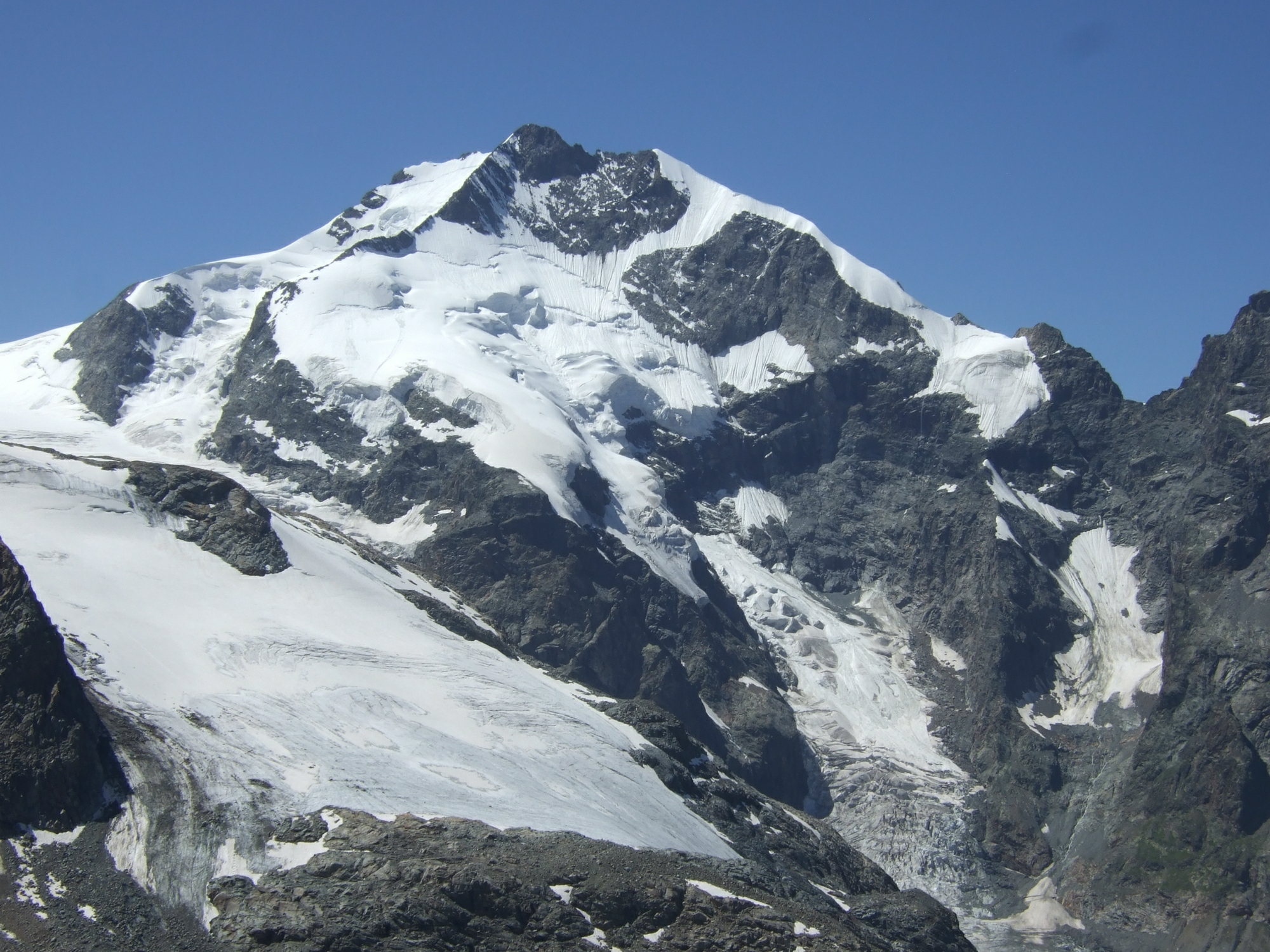
Il Pizzo Bernina, vetta più alta

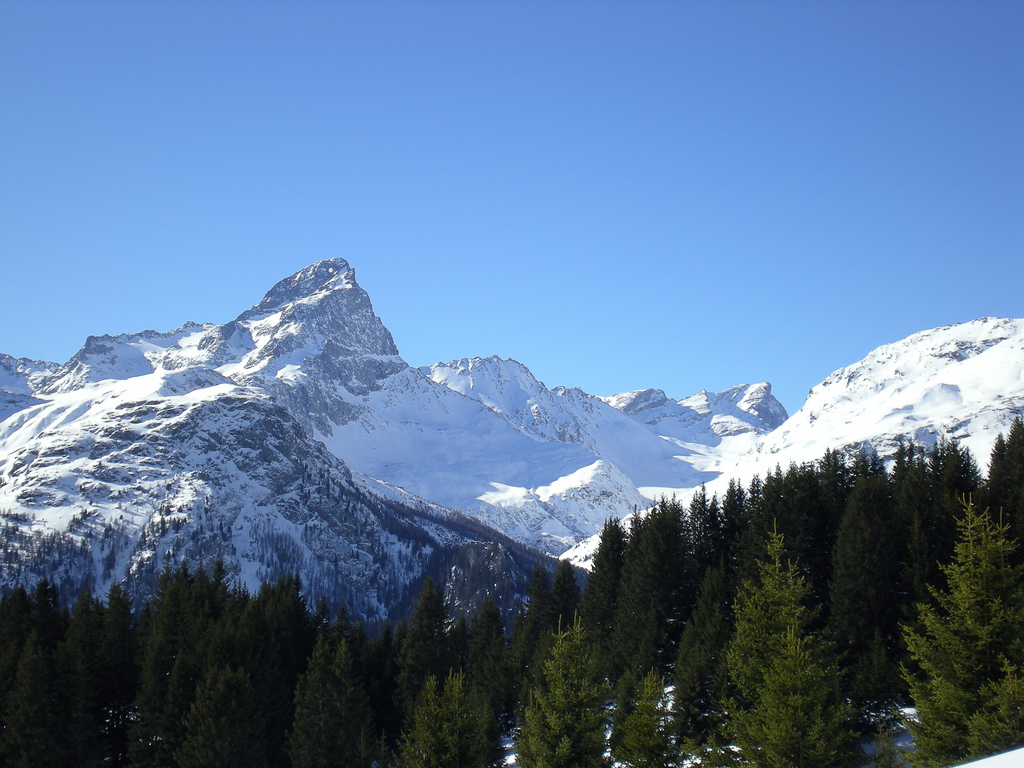
Alpi del Platta

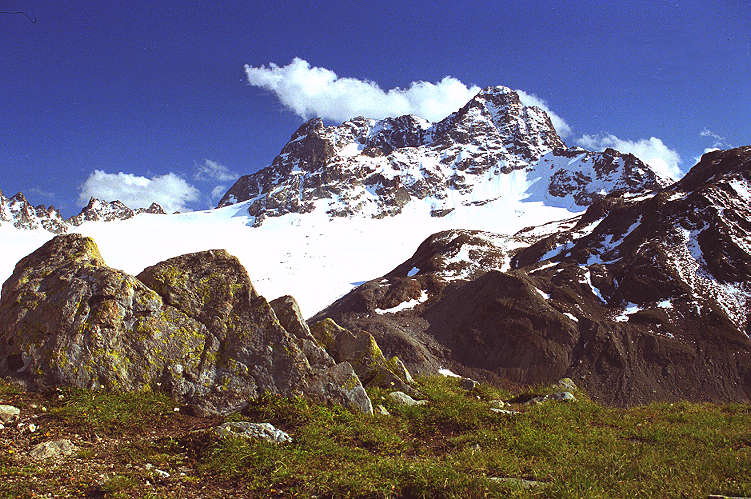
Alpi dell'Albula

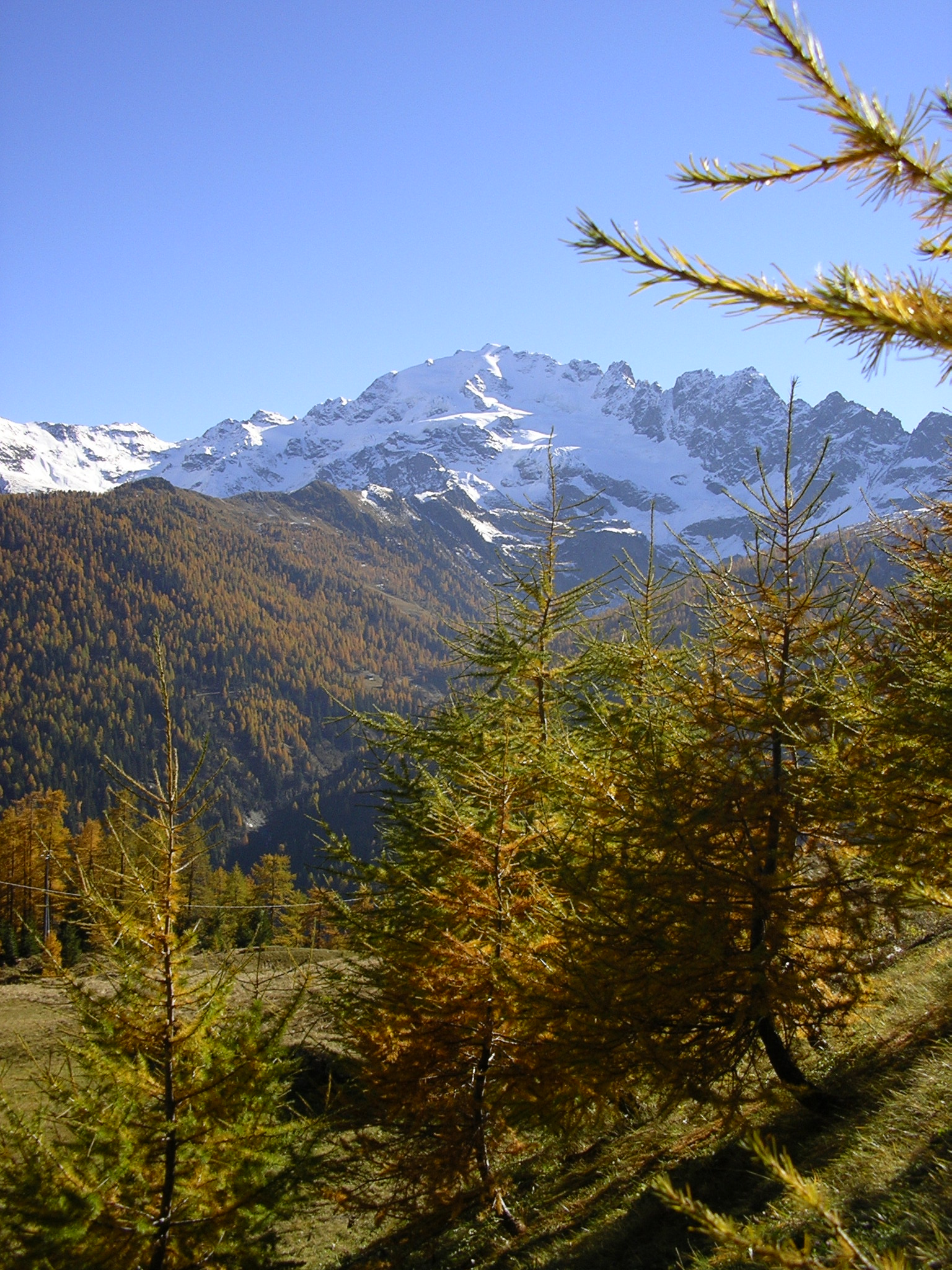
Alpi di Livigno

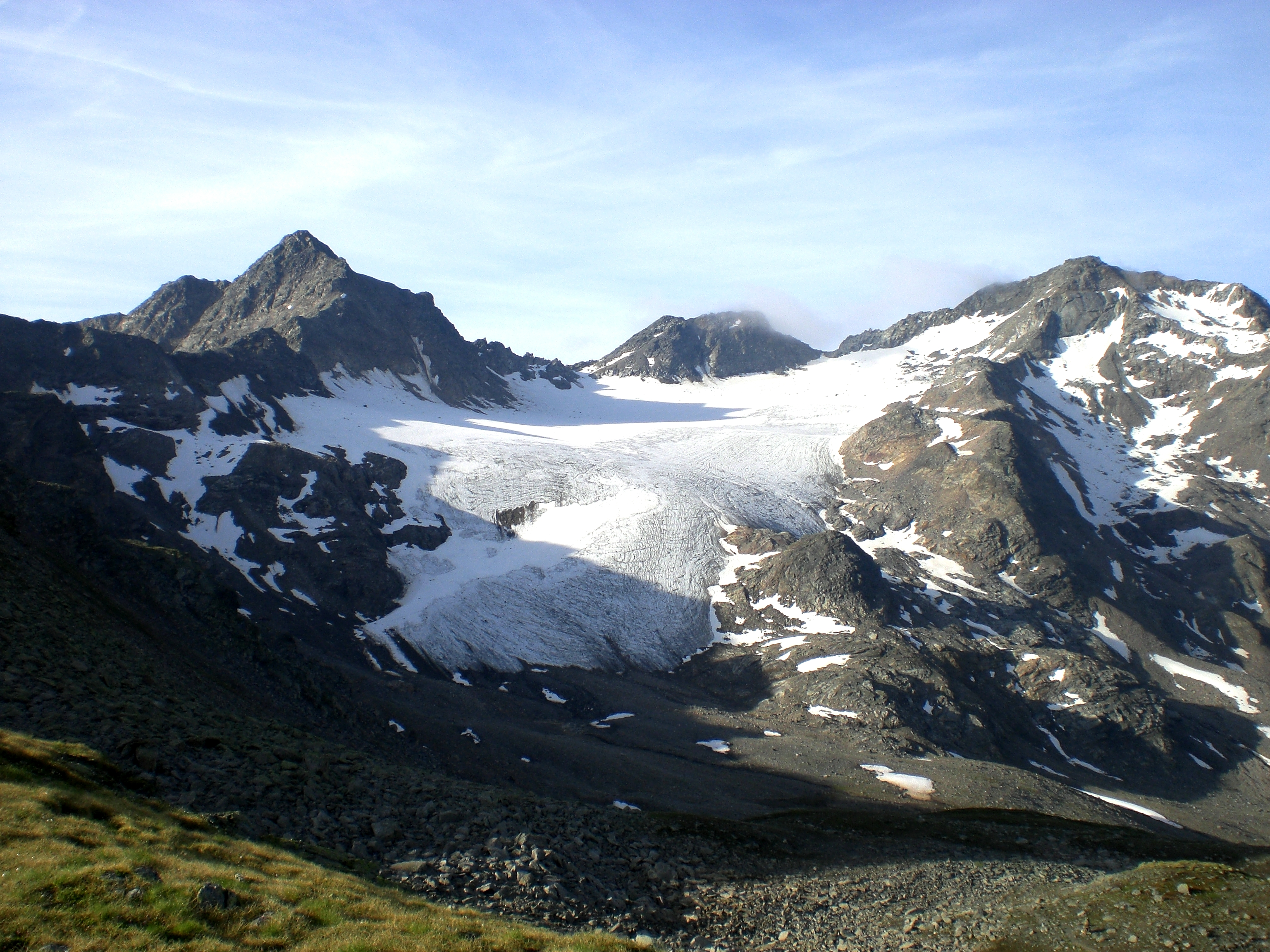
Alpi della Val Müstair

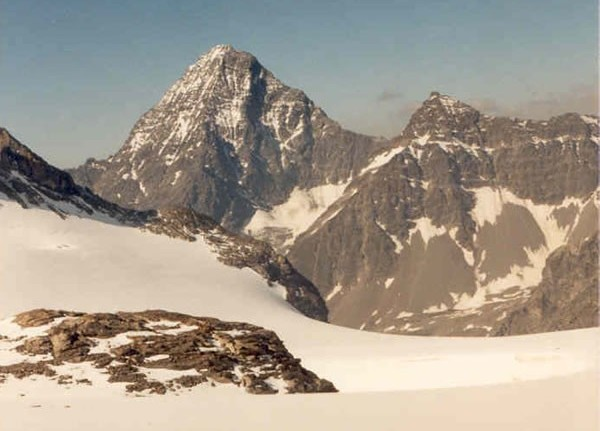
Alpi del Silvretta, del Samnaun e del Verwall

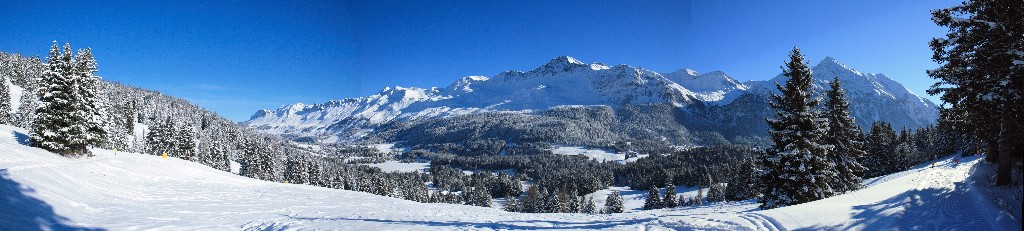
Alpi del Plessur

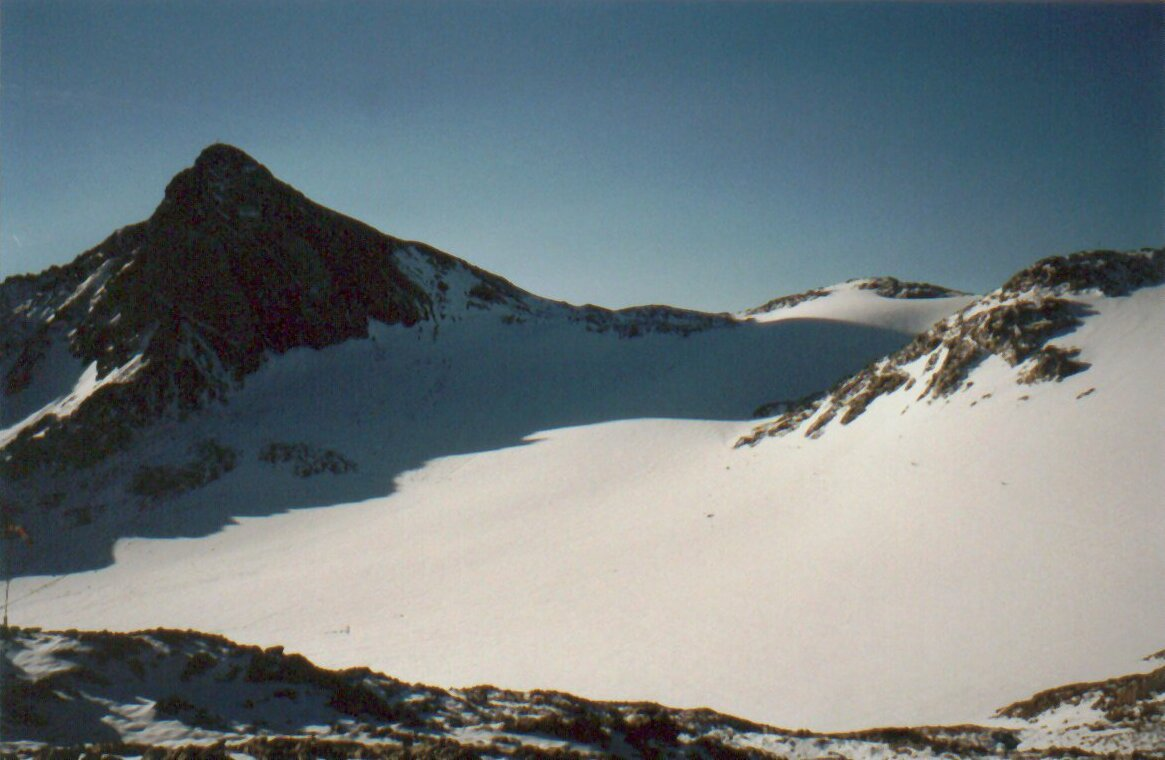
Catena del Reticone

Secondo la Partizione delle Alpi del 1926 le Alpi Retiche formavano una sola sezione alpina. Le nuove classificazioni, tra le quali la SOIUSA, per motivi principalmente di composizione geologica hanno suddiviso le Alpi Retiche in tre sezioni distinte: Alpi Retiche occidentali, Alpi Retiche orientali ed Alpi Retiche meridionali.
Secondo la SOIUSA le Alpi Retiche occidentali sono una sezione alpina con la seguente classificazione:
- Grande parte = Alpi Orientali
- Grande settore = Alpi Centro-orientali
- Sezione = Alpi Retiche occidentali
- Codice = II/A-15

## Collocazione
Le Alpi Retiche occidentali confinano a nord con le Alpi Bavaresi e le  Alpi Calcaree Nordtirolesi. Confinano ad est con le Alpi Retiche orientali dalle quali sono separate dal passo di Resia. Confinano a sud-est con le Alpi Retiche meridionali dalle quali sono separate dal passo dello Stelvio. Confinano a sud con le Alpi e Prealpi Bergamasche dalle quali sono separate dal corso del fiume Adda. Confinano ad ovest con le Prealpi Svizzere, le Alpi Glaronesi e le Alpi Lepontine separate dal passo dello Spluga.
Ruotando in senso orario i limiti geografici sono: Passo dello Spluga, fiume Reno Posteriore, fiume Reno, fiume Ill, torrente Alfenz, Passo dell'Arlberg, torrente Stanzer, Landeck, fiume Inn, Passo di Resia, Val Venosta, Passo dello Stelvio, fiume Adda, fiume Mera, torrente Liro, Passo dello Spluga. 
Dal punto di vista orografico solamente le sottosezioni Alpi del Platta, Alpi del Bernina, Alpi di Livigno e Alpi della Val Müstair sono lungo la catena principale alpina. Infatti dal passo Lunghin si staccano a nord le sottosezioni Alpi dell'Albula, Alpi del Silvretta, del Samnaun e del Verwall, Alpi del Plessur e Catena del Rätikon.

## Suddivisione
Le Alpi Retiche occidentali secondo la SOIUSA sono a loro volta suddivise in otto sottosezioni e 17 supergruppi:
- Alpi del Platta
  - Catena Suretta-Stella-Duan
  - Catena Platta-Forbesch-Curver
- Alpi dell'Albula
  - Catena Güglia-Err-Bravuogn
  - Catena Kesch-Chüealphorn-Grialetsch
- Alpi del Bernina
  - Catena Bernina-Scalino
  - Monti della Val Bregaglia
- Alpi di Livigno
  - Catena Languard-Quattervals
  - Catena Piazzi-Paradisino
- Alpi della Val Müstair
  - Catena Casina-Umbrail-Pizzo della Forcola
  - Catena Sesvenna-Tavrü
- Alpi del Silvretta, del Samnaun e del Verwall
  - Gruppo del Silvretta
  - Gruppo del Samnaun
  - Gruppo del Verwall
- Alpi del Plessur
  - Catena Hockwang-Weißfluth
  - Catena Strela-Lenzerhorn-Weißhorn
  - Catena Stätzerhorn
- Catena del Reticone
  - Gruppo del Reticone.

Per maggiore completezza la SOIUSA raggruppa le Alpi del Platta, le Alpi dell'Albula, le Alpi del Bernina, le Alpi di Livigno e le Alpi della Val Müstair nel settore di sezione detto Alpi Retiche Sud-occidentali. Le tre restanti sottosezioni: Alpi del Silvretta, del Samnaun e del Verwall, Alpi del Plessur e Catena del Rätikon sono raggruppate nelle Alpi Retiche Nord-occidentali.

## Vette
Le vette principali delle Alpi Retiche occidentali sono:
| montagna          | altezza (m) | sottosezione                                  | supergruppo                               |
| ----------------- | ----------- | --------------------------------------------- | ----------------------------------------- |
| Pizzo Bernina     | 4.049       | Alpi del Bernina                              | Catena Bernina-Scalino                    |
| Pizzo Zupò        | 3.996       | Alpi del Bernina                              | Catena Bernina-Scalino                    |
| Piz Scerscen      | 3.971       | Alpi del Bernina                              | Catena Bernina-Scalino                    |
| Piz Argient       | 3.945       | Alpi del Bernina                              | Catena Bernina-Scalino                    |
| Piz Roseg         | 3.937       | Alpi del Bernina                              | Catena Bernina-Scalino                    |
| Pizzo Bellavista  | 3.922       | Alpi del Bernina                              | Catena Bernina-Scalino                    |
| Piz Palü          | 3.901       | Alpi del Bernina                              | Catena Bernina-Scalino                    |
| Piz Morteratsch   | 3.751       | Alpi del Bernina                              | Catena Bernina-Scalino                    |
| Monte Disgrazia   | 3.688       | Alpi del Bernina                              | Monti della Val Bregaglia                 |
| Piz Corvatsch     | 3.451       | Alpi del Bernina                              | Catena Bernina-Scalino                    |
| Cima Piazzi       | 3.440       | Alpi di Livigno                               | Catena Piazzi-Paradisino                  |
| Piz Kesch         | 3.418       | Alpi dell'Albula                              | Catena Kesch-Chüealphorn-Grialetsch       |
| Piz Linard        | 3.411       | Alpi del Silvretta, del Samnaun e del Verwall | Gruppo del Silvretta                      |
| Fluchthorn        | 3.399       | Alpi del Silvretta, del Samnaun e del Verwall | Gruppo del Silvretta                      |
| Piz Calderas      | 3.397       | Alpi dell'Albula                              | Catena Güglia-Err-Bravuogn                |
| Piz Platta        | 3.392       | Alpi del Platta                               | Catena Platta-Forbesch-Curver             |
| Cima di Castello  | 3.388       | Alpi del Bernina                              | Monti della Val Bregaglia                 |
| Piz Julier        | 3.380       | Alpi dell'Albula                              | Catena Güglia-Err-Bravuogn                |
| Piz d'Err         | 3.378       | Alpi dell'Albula                              | Catena Güglia-Err-Bravuogn                |
| Pizzo Cengalo     | 3.367       | Alpi del Bernina                              | Monti della Val Bregaglia                 |
| Pizzo Scalino     | 3.323       | Alpi del Bernina                              | Catena Bernina-Scalino                    |
| Piz Buin          | 3.312       | Alpi del Silvretta, del Samnaun e del Verwall | Gruppo del Silvretta                      |
| Pizzo Badile      | 3.308       | Alpi del Bernina                              | Monti della Val Bregaglia                 |
| Pizzo Paradisino  | 3.305       | Alpi di Livigno                               | Catena Piazzi-Paradisino                  |
| Muttler           | 3.294       | Alpi del Silvretta, del Samnaun e del Verwall | Gruppo del Samnaun                        |
| Piz Forbesch      | 3.262       | Alpi del Platta                               | Catena Platta-Forbesch-Curver             |
| Piz Languard      | 3.262       | Alpi di Livigno                               | Catena Languard-Quattervals               |
| Piz Ot            | 3.246       | Alpi dell'Albula                              | Catena Güglia-Err-Bravuogn                |
| Monte Silvretta   | 3.244       | Alpi del Silvretta, del Samnaun e del Verwall | Gruppo del Silvretta                      |
| Piz Timun         | 3.209       | Alpi del Platta                               | Catena Suretta-Stella-Duan                |
| Piz Sesvenna      | 3.204       | Alpi della Val Müstair                        | Catena Sesvenna-Tavrü                     |
| Hoher Riffler     | 3.168       | Alpi del Silvretta, del Samnaun e del Verwall | Gruppo del Verwall                        |
| Piz Quattervals   | 3.165       | Alpi di Livigno                               | Catena Languard-Quattervals               |
| Pizzo Stella      | 3.163       | Alpi del Platta                               | Catena Suretta-Stella-Duan                |
| Piz Duan          | 3.131       | Alpi del Platta                               | Catena Suretta-Stella-Duan                |
| Pizzo Galleggione | 3.107       | Alpi del Platta                               | Catena Suretta-Stella-Duan                |
| Piz Lischana      | 3.105       | Alpi della Val Müstair                        | Catena Sesvenna-Tavrü                     |
| Piz Umbrail       | 3.033       | Alpi della Val Müstair                        | Catena Casina-Umbrail-Pizzo della Forcola |
| Pizzo Suretta     | 3.027       | Alpi del Platta                               | Catena Suretta-Stella-Duan                |
| Aroser Rothorn    | 2.980       | Alpi del Plessur                              | Catena Strela-Lenzerhorn-Weißhorn         |
| Schesaplana       | 2.964       | Catena del Rätikon                            | Gruppo del Rätikon                        |
| Lenzerhorn        | 2.906       | Alpi del Plessur                              | Catena Strela-Lenzerhorn-Weißhorn         |
| Grauspitz         | 2.599       | Catena del Rätikon                            | Gruppo del Rätikon                        |

## Valichi
I principali valichi che interessano le Alpi Retiche occidentali sono:
- Passo dell'Albula
- Passo del Bernina
- Passo Confinale
- Passo Flüela
- Passo del Foscagno
- Passo del Maloja
- Passo del Muretto
- Passo di Resia
- Passo dello Spluga
- Passo dello Stelvio
- Giogo di Santa Maria
- Schlappiner Joch
- Wolfgang Pass